# Distretto Nord (Hong Kong)
Il distretto Nord (o North District, in cinese semplificato 北区, in cinese tradizionale 北區, in mandarino pinyin Běi Qū) è uno dei 18 distretti di Hong Kong, in Cina.